# Denise de Sonneville-Bordes
Pour les articles homonymes, voir Sonneville (homonymie) et Bordes.
Denise de Sonneville-Bordes, née Préveraud de Sonneville le 29 décembre 1919 à Bordeaux (Gironde) et morte le 22 mai 2008 à Gradignan (Gironde), est une archéologue préhistorienne française.

## Parcours
Denise Préveraud de Sonneville-Bordes est la fille du peintre Georges de Sonneville et de sa femme Yvonne Préveraud, également peintre. Née à Bordeaux (Gironde) le 29 décembre 1919,, elle passe une partie de son enfance à Martillac dans la région des Graves, au sud de Bordeaux. 

### Études, mariage
En 1939, elle obtient un baccalauréat de philosophie à Bordeaux. De 1942 à 1946, elle est élève de l’École normale supérieure de jeunes filles de Sèvres et se marie en 1943 avec le préhistorien François Bordes (1919-1981), lui aussi encore étudiant — il échappe de peu au travail forcé en Allemagne, en se faisant embaucher comme mineur dans le Périgord. Démobilisé en 1945, il rejoint Denise à Paris. Leur premier fils Georges naît en 1945, suivi de Cécile en 1947. François entre comme stagiaire de recherche au CNRS, fortement appuyé par Frédéric Joliot-Curie ; il garde ce poste deux ans, mais Denise doit travailler en sus de ses études et des enfants pour boucler le budget familial : entre 1946 et 1952, elle donne des cours dans plusieurs lycées et collèges.
Dans le même temps, elle obtient une licence de lettres classiques, ainsi que des certificats d’études françaises, latines, grecques, grammaire et de philologie, de géographie générale, un diplôme d’études supérieures d’histoire et un certificat d’ethnographie. En 1950, elle rate l'admission finale au concours de l'agrégation d’histoire et de géographie mais est reçue au concours des professeurs certifiés d’histoire et de géographie. Elle effectue alors une mission pour le ministère de la France d’Outre-Mer en Afrique-Occidentale française. 
Sous l'influence de son mari, elle a déjà commencé à se tourner vers la préhistoire et fréquente avec lui l'institut de paléontologie humaine et le laboratoire de palethnologie de l’École pratique des hautes études, dirigé par Raymond Vaufrey. En 1952, elle entre au CNRS comme stagiaire de recherche et prépare sa thèse sous la direction de Vaufrey. En 1956, François est nommé maître de conférences provisoire à Bordeaux (il est titularisé l'année suivante) et directeur du laboratoire d'anthropologie et de préhistoire de la faculté des Sciences — devenu en 1969 l’Institut du Quaternaire, ou LA 133 —, et la famille déménage alors à Bordeaux. Denise obtient son doctorat en sciences naturelles à Paris en 1958, avec mention « Très honorable » et félicitations du jury ; sa thèse est publiée en 1960 sous le titre Le Paléolithique supérieur en Périgord et marque les milieux de la préhistoire.

## Vie professionnelle
Dès 1957, elle conduit ses travaux au laboratoire d’anthropologie et de préhistoire de Bordeaux, dont elle devient directrice adjointe à la mort de François Bordes en 1981.
Elle devient directrice de recherche au CNRS. 
Elle enseigne la préhistoire et l'anthropologie à la faculté de Lettres et Sciences humaines de Bordeaux. Elle est responsable du laboratoire fondé par son époux, François Bordes, l'Institut de préhistoire et de géologie du Quaternaire.

### Fouilles
Elle conduit les fouilles de Caminade (La Canéda, Dordogne ; Aurignacien et Paléolithique moyen). Elle participe à la fouille d’autres sites, notamment ceux de la Chaire-à-Calvin et de la Chaise, en Charente. À partir des années 1950, elle participe aussi activement aux nombreux chantiers dirigés par François Bordes en Périgord.

## Travaux
Denise de Sonneville-Bordes a consacré l'essentiel de ses travaux à l'étude des industries du Paléolithique supérieur en Périgord, sujet de sa thèse, par la suite étendu à l'Europe occidentale où elle a effectué diverses missions (Suisse, Belgique, Espagne, Italie Allemagne, Pologne, Hongrie, Tchécoslovaquie, Pologne, ex U.R.S.S ). Elle a notamment adapté à cette période l'approche typologique mise en place par François Bordes pour les industries lithiques du Paléolithique inférieur et moyen.

## Publications

### Ouvrages
- [Sonneville-Bordes 1960] Denise de Sonneville-Bordes, Le Paléolithique supérieur en Périgord (thèse de doctorat en préhistoire), Bordeaux, éd. Delmas, 1960.
- [Sonneville-Bordes 1965] Denise de Sonneville-Bordes, L'Âge de la Pierre, Paris, PUF, coll. « Que sais-je ? », 1965.
- [Sonneville-Bordes 1967] Denise de Sonneville-Bordes, La Préhistoire moderne, Périgueux, Fanlac, 1967.
- [Sonneville-Bordes 1979] Denise de Sonneville-Bordes, La Fin des temps glaciaires en Europe : chronostratigraphie et écologie des cultures du Paléolithique final (actes du colloque international, Talence, 24-28 mai 1977), Centre national de la recherche scientifique, 1979, 894 p. (présentation en ligne).

### Articles
- [Sonneville-Bordes & Perrot 1953] Denise de Sonnevilles-Bordes et J. Perrot, « Essai d'adaptation des méthodes statistiques au Paléolithique supérieur. Premiers résultats », Bulletin de la Société Préhistorique Française, t. 50,‎ 1953, p. 323-333 (lire en ligne [sur persee], consulté le 23 novembre 2020).
- [Bordes & Sonneville-Bordes 1970] François Bordes et Denise de Sonneville-Bordes, « The significance of variability within Palaeolithic assemblages », World Archaeology, vol. 2, no 1,‎ 1970, p. 61-73 (présentation en ligne).
- [Bordes, Rigaud & Sonneville-Bordes 1972] François Bordes, J.-Ph. Rigaud et Denise de Sonnevilles-Bordes, « Des buts, problèmes et limites  de l'archéologie paléolithique », Quaternaria, vol. 16,‎ 1972, p. 15-34.
- [Deffarge, Laurent & Sonneville-Bordes 1975] René Deffarge, Pierre Laurent et Denise de Sonneville-Bordes, « Art mobilier du Magdalénien supérieur de l'abri Morin à Pessac-sur-Dordogne (Gironde) [article] », Gallia Préhistoire, vol. 18, no 1,‎ 1975, p. 1-64 (lire en ligne [sur persee], consulté le 23 novembre 2020).
- [Sonneville-Bordes & Laurent 1984] Denise de Sonneville-Bordes et Pierre Laurent, « Un problème d'identité zoologique : les animaux tachetés de l'abri Morin, Gironde », dans Éléments de pré- et protohistoire européenne: Hommage à Jacques-Pierre Millotte, Annales littéraires de l'université de Besançon, 1984, sur books.google.fr (lire en ligne), p. 169-180.